# Пеницилл Мелина
Пеници́лл (пеници́ллий) Ме́лина (лат. Penicíllium melínii) — вид несовершенных грибов (телеоморфная стадия неизвестна), относящийся к роду Пеницилл (Penicillium).

## Описание
Колонии на агаре Чапека на 14-е сутки достигают диаметра 3—6 см, бархатистые или порошистые, обильно спороносящие в серо-сине-зелёных, сине-зелёных, в центральной части — коричнево-серых тонах, с белым паутинистым краем. Капельки экссудата жёлтые до жёлто-оранжевых. Реверс оранжевый, коричневый, фиолетово-коричневый, жёлтый, розовато-оранжевый, по краю с зеленоватым оттенком.  Выделяемый в среду пигмент оранжево-жёлтый, кирпично-красный, розовый, жёлто-зелёный. На CYA колонии бархатистые, обильно спороносящие в тёмно-серо-зелёных, тёмно-зелёных, серо-сине-зелёных тонах, иногда с бесцветным, жёлтым или янтарно-коричневым экссудатом. Реверс оранжевый, жёлто-оранжевый, оранжево-коричневый, по краю — более желтоватый, зеленоватый, сероватый. Пигмент обычно выделяется в среду — золотисто-жёлтый или жёлто-коричневый. На агаре с солодовым экстрактом (MEA) колонии ограниченно-растущие, с неправильно-зубчатым краем, обильно спороносящие по всей поверхности в серых тонах, с тёмно-красновато-коричневым реверсом и красно-коричневым выделяемым в среду пигментом.
Конидиеносцы одноярусные и двухъярусные, часто неправильно ветвящиеся. Метулы в мутовках по 2—5, часто неравные, шероховатые. Фиалиды в мутовках по 5—8, фляговидные, 5,6—8 × 1,9—2,5 мкм. Конидии шаровидные, шиповатые, 2,8—3,8 мкм в диаметре.

### Отличия от близких видов
Определяется по бархатистым или зернистым колониям с тёмно-сине-зелёным или коричнево-серым спороношением, оранжево-коричневому реверсу и растворимому пигменту, одноярусным и двухъярусным кисточкам с шиповатыми конидиями.
Шиповатыми конидиями приближается к Penicillium janczewskii из секции Canescentia, однако у того вида пигментация менее интенсивная, конидиеносцы преимущественно двухъярусные, спороношение в серых тонах, ножки конидиеносцев гладкие.

## Экология
Широко распространённый, преимущественно почвенный гриб.

## Таксономия
Вид назван по имени шведского ботаника и миколога Элиаса Мелина (1889—1979).
Penicillium melinii Thom, The Penicillia 273 (1930).

### Синонимы
- Penicillium radulatum G.Sm., 1957